# Heinrich Peters
Heinrich Peters (Essen-Borbeck, 29 de novembro de 1901 — Bergisch-Gladbach, 5 de fevereiro de 1982) foi um engenheiro alemão.
Peters concluiu a graduação em 1926, na Universidade Técnica de Darmstadt. No mesmo ano, tornou-se pesquisador assistente de Ludwig Prandtl e em 1927 o acompanhou em viagem ao Japão com os demais membros da equipe acadêmica, como Walter Tollmien, Johann Nikuradse e outros pesquisadores. Defendeu sua tese de doutorado em 1930, na Universidade Técnica de Munique. Segundo Hager (2014), sua primeira contribuição para a hidrodinâmica foi um capítulo sobre medição de pressão publicado em 1931. É interessante notar que esse capítulo  foi citado pelo Professor Hunter Rouse em seu livro "Laboratory Instruction in the Mechanics of Fluids". Quando esteve nos EUA, Peters realizou pesquisas sobre turbulência, tendo publicado dois artigos  . Peters participou do 4º e do 5º IUTAM Congress, em 1935 e 1938, respectivamente. 
Em 1931 ou 1935, viajou para os EUA como professor associado do Massachusetts Institute of Technology (M.I.T.). Em agosto de 1941 ele estava na Alemanha em período de férias quando recebeu uma carta de J. C. Hunsaker (1886-1984), do M.I.T., sugerindo que não retornasse aos EUA.
Em 1942 o governo alemão começou a construir um grande túnel de vento nos alpes austríacos . Esse túnel, capaz de alcançar Ma = 1 (Número de Mach), era alimentado por energia gerada com turbina Pelton (Lester Allan Pelton). Peters era estudioso de aerodinâmica, mas conhecia bem essas turbinas e a cavitação em tais máquinas hidráulicas . A segunda guerra mundial terminou em 1945. Provavelmente entre 1945 e 1947, Peters contribuiu com o processo de transferência do túnel de vento alemão, da Áustria para a França. O seu trabalho consistiu em transferir as lições aprendidas na Áustria, estabelecendo as bases para os desenvolvimentos científicos com auxílio do túnel de vento instalado na França.
Menções ao trabalho acadêmico de Heinrich Peters no Brasil podem ser encontradas em diferentes fontes. Kovacs comenta que ele era o responsável pela divisão de mecânica (no ITA), mas possuía a aerodinâmica como ponto forte tendo ensinado esta ciência aos alunos. O mesmo autor cita também a realização de uma palestra sobre cavitação em turbinas Pelton. Peters orientou trabalhos acadêmicos no ITA, na década de 1950, e na Universidade de São Paulo nas décadas de 1960 e 1970, . Com referência ao apoio de pesquisas, seu nome é citado em .
No prefácio do livro “Atlas de Mecânica dos Fluidos”, o autor, Prof. Vieira, menciona que iniciou “suas atividades docentes no Instituto Tecnológico da Aeronáutica-ITA, como Auxiliar de Ensino, ministrando aulas de exercícios de Mecânica dos Fluidos”. Nesse prefácio há referências ao Prof. Heinrich Peters, então dirigente do Departamento de Mecânica. No referido prefácio, nota-se novamente a influência didática de Peters:
“Alguns anos após sua radicação definitiva em São Carlos pôde o autor realizar uma primeira apostila, de circulação restrita, seguida logo após de uma segunda e de uma terceira edição em forma de caderno, expondo a matéria constante do programa até então em vigor na Escola de Engenharia de São Carlos e seguindo de perto a orientação didática do Prof. Heinrich Peters” (Vieira, 1971, trecho do prefácio do livro Atlas de Mecânica dos Fluidos).
Há também citações em Forjaz (2005), Pinheiro (2007, p.153-154), Oliveira (2008, p.142) , Pereira (2010, p.174) e Medeiros (2012, p.151) . De acordo com , ele supostamente participou da equipe de desenvolvimento dos foguetes V-2 alemães.